# Artère rétroduodénale
 (mai 2025).
Les artères rétroduodénales sont des petites artères de l'abdomen.

## Origine
Les artères rétroduodénales naissent principalement de l'artère gastroduodénale et de l'artère pancréatico-duodénale supéro-antérieure.
Mais elles peuvent provenir également de l'artère hépatique commune ou de l'artère mésentérique supérieure.

## Trajet
Les artères rétroduodénales passent horizontalement en arrière des deux premières portion du duodénum.

## Zone de vascularisation
Les artères rétroduodénales vascularisent la face postérieure des deux premières portions du duodénum, la tête du pancréas et les nœuds lymphatiques péri-duodénaux et pancréatiques.